# Giuseppe Farinelli
Giuseppe Farinelli (Este, 7 maggio 1769 – Trieste, 12 dicembre 1836) è stato un compositore italiano, noto soprattutto come operista. Il suo vero nome di battesimo era Giuseppe Francesco Finco, ma in seguito egli adottò il cognome Farinelli come riconoscenza verso il celebre cantante.

## Biografia
Compositore drammatico, maestro di cappella a Torino, cominciò i suoi studi musicali sotto la direzione di un maestro chiamato Lionelli, poi li proseguì a Venezia presso Martinelli. Ammesso a 16 anni, nel 1785, al Conservatorio della Pietà dei Turchini a Napoli, vi ebbe per maestri Barbiella che gli insegnò il canto, ricevette lezioni da Lorenzo Fago, per l'accompagnamento e da Sala e poi da Tritto per la composizione. Uscito giovane a questa scuola, si diede alla carriera teatrale, e benché si limitasse ad imitare lo stile di Cimarosa, ottenne successi in quasi tutte le città d'Italia per le quali scrisse. Dopo il superamento dell'esame finale del conservatorio, musicò la sua prima opera, Il dottorato di Pulcinella, una commedia in dialetto napoletano. Da questo momento in poi mise in scena molte opere (per lo più di stampo comico) che riscossero enorme successo. Tre anni dopo fu la volta della rappresentazione del suo primo oratorio, Il regno del Messia.
Verso il 1810 elesse Torino come sua residenza abituale, come compositore libero professionista per il Teatro Regio, e vi restò fino al 1817. In seguito visse per qualche tempo a Venezia. Dopo il 1819, cessò di scrivere per il teatro e nello stesso periodo, fu nominato maestro di cappella presso la Cappella Civica di Trieste, dove morì il 12 dicembre 1836, dopo aver lavorato come compositore e organista alla Cattedrale di San Giusto.

## Considerazioni sull'artista
Come Nicolini, Mazzolini e la maggior parte dei compositori succeduti a Paisiello, Cimarosa e Guglielmi, Farinelli manca di originalità, i suoi successi sono dovuti principalmente alla buona disposizione delle arie e dei brani d'assieme, una cantilena naturale che per lungo tempo ha incontrato i favori del pubblico in Italia. Quasi sempre è imitatore, ma bisogna riconoscere che la sua imitazione è qualcosa di assai felice: si può citare ad esempio, il duo che si è inserito ne Il matrimonio segreto e che è stato a lungo considerato di Cimarosa. È proprio per il forte attaccamento imitativo che aveva per quest'ultimo gli creò diverse critiche durante la sua attività operistica, che crollò bruscamente con l'avvento di Gioachino Rossini. Egli fu anche autore di diversa musica strumentale e sacra, azioni allegoriche e feste teatrali.

## Opere
- I riti d'Efeso, dramma eroico per musica in 2 atti (libretto da Gaetano Rossi, Venezia, Teatro La Fenice, 26 dicembre 1803 con Brigida Banti)[1]
- La vergine del Sole (libretto da Antonio Simeone Sografi, Venezia, La Fenice, 9 febbraio 1805)
- Attila (libretto da Gaetano Rossi, Venezia, La Fenice, 26 dicembre 1809)
- La locandiera
- L'amor sincero, opera buffa in 2 atti, libretto di Angelo Anelli (1799 al Teatro alla Scala di Milano)
- Bandiera d'ogni vento
- La Pulcella di Rab o Rullo e Dallaton, op.buf. (1802, Trieste, Teatro Grande)
- Il finto sordo
- Pamela
- Oro senza oro
- La Giulietta
- La finta sposa
- Teresa e Claudio
- L'amico dell'uomo
- Un effetto naturale
- Odoardo e Carlotta (12 dicembre 1804 Teatro San Moisè, Venezia)
- Il colpevole salvato dalla colpa, azione eroica per musica in 2 atti, libretto di Luigi Prividali (1809 al Teatro La Fenice con Andrea Nozzari)
- L'Annetta, ossia virtù trionfa
- L'indolente
- L'incognita
- La terza lettera ed il terzo Martinello
- Il duello per complimento
- La contadina bizzarra, opera buffa, libretto di Luigi Romanelli (1810 Teatro alla Scala di Milano)
- Annibale in Capua, melodramma serio in 2 atti, libretto di Luigi Romanelli (1810 Teatro alla Scala di Milano)
- Idomeneo, melodramma eroico in 2 atti, libretto di Gaetano Rossi (1811 al Teatro La Fenice)
- Il Cid delle Spagne, dramma per musica in 2 atti, libretto di Antonio Simeone Sografi (1802 al Teatro La Fenice di Venezia con Gaetano Crivelli)
- La caduta della nuova Cartagine, dramma per musica in 2 atti, libretto di Antonio Simeone Sografi (1803 al Teatro La Fenice con Matteo Babini)
- Calliroe, melodramma eroico in 2 atti, libretto di Gaetano Rossi (1808 al Teatro La Fenice)
- I riti d'Efeso, dramma eroico per musica in 2 atti (18 gennaio 1812 con Isabella Colbran e Claudio Bonoldi al Teatro Regio di Torino)
- Partenope, festa teatrale (con la Colbran, Giuseppina Ronzi de Begnis, Andrea Nozzari, Manuel García (padre) e Michele Benedetti, 15 agosto 1814, Teatro San Carlo di Napoli)
- Donna Caritea, regina di Spagna, dramma serio per musica in 2 atti (con la Colbran, Nozzari, García e Benedetti, 16 settembre 1814, Teatro San Carlo di Napoli)
- Il vero eroismo ossia Adria serenata, azione melodrammatica, libretto di Troilo Malipiero (1815 al Teatro La Fenice con Domenico Donzelli)
- Zoraida, melodramma eroico in 2 atti, libretto di Gaetano Rossi (1815 al Teatro La Fenice con Giovanni David)
- La Ginevra degli Aimieri
- Il matrimonio per concorso (1813)
- La Climene (1807 al Teatro San Carlo di Napoli con Giovanni Battista Velluti e Crivelli)
- La Caritea
- Il dottorato di Pulcinella
- La contadina di spirito
- Il nuovo savo della Grecia
- Raggiri a sorpresa
- L'inganno non dura
- Adriano in Siria
- Scipio in Cartagena
- Zoraide
- La Chiarina, opera buffa, libretto di Angelo Anelli (1816 Teatro alla Scala di Milano)
- Il testamento a sei cento mille franchi
- La donna di Bessarabia
- Il nuovo destino (cantata)

Musica sacra
- Messa in re a 4 voci
- Messa in re a 5 voci
- Messa a 2 e 3 voci
- Messa pastorale a 4 voci
- Messa pastorale in sol a 2 voci
- Dixit in do a 2 voci
- Dixit in re a 4 voci
- Te Deum in la a 4 voci
- Te Deum in re a 2 voci
- Responsori di S. Antonio a 4 voci
- Laudate pueri a 4 voci
- Credo a 2 voci
- Miserere a 4 voci
- Improperia per il venerdì santo a 4 voci
- Stabat Mater a 2 voci
- Tobias, oratorio